# خط زمني للمستقبل البعيد

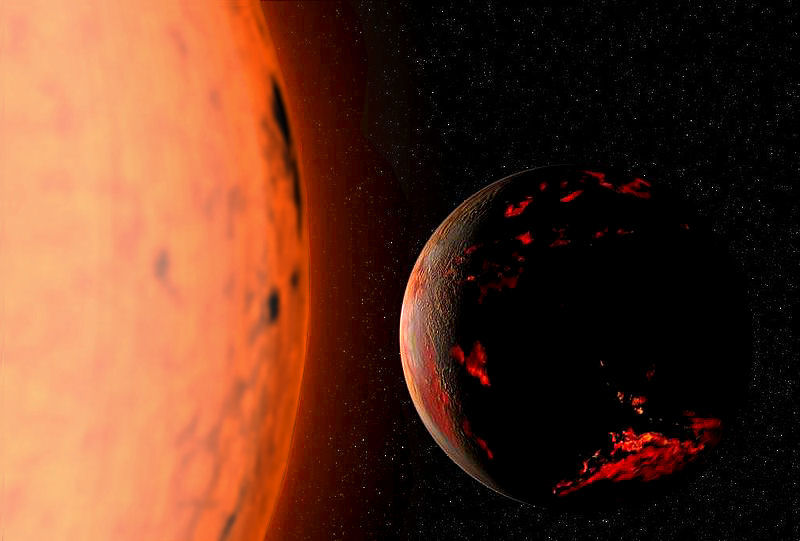
هذه صورة تنبؤية لكوكب الأرض بعد سبعة مليارات عام من الآن، بعد أن تدخل الشمس مرحلة العملاق الأحمر

الخط الزمني للمستقبل يمثل تنبؤ علمي استقرائي للمستقبل حسب المعطيات العلمية المتاحة في الوقت الحالي، وعلى الرغم أن التنبؤ بالمستقبل لا يمكن أن يكون دقيقاً، إلا أن الفهم العلمي الحالي لمجالات عدة سمحت برسم الخطوط العريضة لمسار وأبعاد أحداث المستقبل البعيد، حتى لو بتصورات عامة. هذه المجالات تتضمن الفيزياء الفلكية، والتي كشفت كيف تتكون الكواكب وكيف هي ولادة النجوم، وكيف تتفاعل، ثم تموت، وكذلك علم فيزياء الجسيمات، وكيف تتصرف المادة على أصغر المقاسات; علم الأحياء التطوري، الذي يتنبأ كيف ستترقى الحياة عبر الوقت، ونظرية الصفائح التكتونية، التي تظهر كيف أن القارات سيتغير شكلها وستتحول عبر ألفيات السنين وبمرور الزمن.

## المفتاح
|                               | الحدث تحدده علوم                   |
| ----------------------------- | ---------------------------------- |
| Astronomy and astrophysics    | علم الفلك والفيزياء الفلكية        |
| Geology and planetary science | الجيولوجيا وعلم الكواكب وعلم الفلك |
| Biology                       | علم الأحياء                        |
| Particle physics              | فيزياء الجسيمات                    |
| Mathematics                   | الرياضيات                          |
| Technology and culture        | التقانة والثقافة                   |

## المستقبل والأرض
| Geology and planetary science | 10.000                | لو أن فشل حوض ويلكيس تحت الجليدي "صمام الثلج" في القرون القليلة التالية سيهدد شرق القارة القطبية الجنوبية، فإنه سيأخذ كل هذا الوقت ليذوب تماماً. وسيرتفع سطح البحر إلى 3-4 أمتار. (أحد الآثار المحتملة على المدى الطويل لظاهرة الاحتباس الحراري، وهذا منفصل عن التهديد القريب لذوبان غرب القطب الجنوبي الجليدي.) |   |                            |               | |
| Geology and planetary science | 50.000                | ستنتهي فترة التداخل الجليدي الحالية مسببة رجوع الأرض إلى الفترة الجليدية للعصر الجليدي الحالي، مفترضة تأثيرات محدودة للاحتباس الحراري بشري المنشأ. شلالات نياجارا ستكون تآكلت 32 كم تاركة وراءها بحيرة إري، ولن يكون لها وجود. البحيرات الجليدية العديدة للدرع الكندي سيمحوها الارتداد ما بعد الجليدي وعوامل التعرية. |   |                            |               | |
| Astronomy and astrophysics    | 50.000                | سيصل طول التاريخ اليولياني إلى حوالي 86.401 ثانية بنظام الوحدات الدولي، بسبب تسارع المد والجزر. وفي إطار نظام ضبط الوقت الراهن، سوف تحتاج قفزة الثانية إلى أن تضاف إلى الساعة كل يوم. |   |                            |               | |
| Astronomy and astrophysics    | 100.000               | حركة النجوم الخاصة في جميع أنحاء القبة السماوية، التي هي نتيجة لحركتها خلال المجرة، يجعل من العسير التعرف على الكوكبات. |   |                            |               | |
| Geology and planetary science | 100.000               | من المرجح أن تخضع الأرض لثورة بركان هائل كبير بما فيه الكفاية لتندلع 400كم من الصهارة. |   |                            |               | |
| Biology                       | 100.000               | دودة الأرض من أمريكا الشمالية، مثل Megascolecidae، ستكون انتشرت شمالاً عبر الولايات المتحدة أعالي الغرب الأوسط إلى الحدود الكندية، متعافية من تجلد الغطاء الجليدي لاورينتايد (38 درجة شمالاً إلى 49 درجة شمالاً)، بافتراض معدل الهجرة لمسافة 10 متر/ سنة. (ومع ذلك، ديدان الأرض الغازية من أمريكا الشمالية غير المتوطنة سيقدمها البشر في فترة زمنية أقصر بكثير، مما سيسبب صدمة إقليمية في النظام البيئي). |   |                            |               | |
| Geology and planetary science | 100.000+              | كأحد التأثيرات طويلة المدى للإحتباس الحراري فإن 10% من الغازات الدفيئة ستظل في أجواء مستقرة. |   |                            |               | |
| Geology and planetary science | 250.000               | كاميهواكانالوا ‏، أصغر بركان في Hawaiian–Emperor seamount chain، سيرتفع فوق سطح المحيط ويصبح جزيرة بركانية جديدة. |   |                            |               | |
| Astronomy and astrophysics    | 500.000               | ربما يصطدم بكوكب الأرض نيزك قطره 1 كم، بافتراض أنه لا يمكن تجنبه. |   |                            |               | |
| Geology and planetary science | 500.000               | التضاريس الوعرة في حديقة بادلاندز الوطنية في ولاية ساوث داكوتا سوف تختفي بمرور الوقت حيث أن عوامل التعرية ستؤدي إلى تآكلها تماما. |   |                            |               | |
| Geology and planetary science | 950.000               | الفوهات النيزكية، وهي عبارة عن فوهة صدمية سببها اصطدام نيزك بكوكب الأرض، ومنها الفوهات النيزكية بالجزائر، والفوهة الكبيرة في ولاية أريزونا، سوف تتآكل آثار هذه الفوهات وتندرس بفعل عوامل التعرية الطبيعية وتختفي نهائيا. |   |                            |               | |
| Geology and planetary science | 1 مليون               | من المحتمل أن تكون الأرض قد تعرضت بركان هائل لثوران كبير بما يكفي لثوران 3،200 & nbsp؛ km 3 من الصهارة ؛ حدث مشابه لـ نظرية كارثة توبا منذ 75.000 سنة. |   |                            |               | |
| Biology                       | 2 مليون               | الوقت المقدر المطلوب لإعادة بناء النظم البيئية جسديًا والتعافي بيولوجيًا من تحميض المحيطات التي يسببها الإنسان حاليًا. |   |                            |               | |
| Geology and planetary science | 2 مليون+              | غراند كانيون سيزداد تآكلًا ، ويتعمق قليلاً ، لكن يتسع بشكل أساسي إلى واد واسع يحيط بـ نهر كولورادو. |   |                            |               | |
| Geology and planetary science | 10 مليون              | غمر ولاية البحر الأحمر الوادي المتسع صدع شرق إفريقيا ، مما تسبب في تقسيم حوض محيط جديد لقارة أفريقيا حتى بدون الانقراض الجماعي ، بحلول هذا الوقت ، ستكون معظم الأنواع الحالية قد اختفت من خلال معدل الانقراض في الخلفية ، مع تطور العديد من فرع حيوي تدريجيًا إلى أشكال جديدة. (However، without a mass extinction، there will now be an الأزمة البيئية تتطلب ملايين السنوات من الإصلاح.) |   |                            |               | |
| Geology and planetary science | 50 مليون              | يبدأ الساحل كاليفورنيا بالتحول إلى اندساس في خندق ألوتيان بسبب حركته شمالًا على طول فالق سان أندرياس. اصطدام إفريقيا بـ أوراسيا يغلق حوض البحر الأبيض المتوسط ويخلق سلسلة جبال مشابهة لـ هيمالايا. < ref name="medi"> "Continents in Collision: Pangea Ultima". ناسا. 2000. مؤرشف من الأصل في 2019-04-17. اطلع عليه بتاريخ 2010-12-29. </ref> The جبال الأبالاش peaks will largely erode away، weathering at 5.7 Bubnoff units، although topography will actually increase as regional وادs deepen at twice this rate.                                                                                  |   |                            |               | |
| Geology and planetary science | 50 - 60 مليون         | سوف تتآكل روكي الكندية بعيدًا إلى سهل ، بافتراض معدل 60 وحدة بوبنوف. (الجنوبية روكيز في الولايات المتحدة تتآكل بمعدل أبطأ إلى حد ما.) |   |                            |               | |
| Geology and planetary science | 50 - 400 مليون        | الوقت المقدر للأرض لتجديد مواردها بشكل طبيعي وقود أحفوري reserves. |   |                            |               | |
| Geology and planetary science | 80 مليون              | ستصبح هاواي (جزيرة) أو الجزيرة الكبيرة آخر الجزر الهاوايية الموجدة حاليا التي تغرق تحت سطح الماء. |   |                            |               | |
| Astronomy and astrophysics    | 100 مليون             | من المحتمل أن تكون الأرض قد اصطدمت بنيازك مماثل في الحجم لتلك التي تسببت في انقراض العصر الطباشيري الثلاثي 65 مليون سنة مضت. |   |                            |               | |
| Geology and planetary science | 250 مليون             | All the continents on Earth may fuse into a قارة عظمى. Three potential arrangements of this configuration have been dubbed أماسيا (قارة)، نوفوبانجيا، and بانجيا الأخرى. |   |                            |               | |
| Geology and planetary science | 400–500 مليون         | من المحتمل أن تكون القارة العملاقة (Pangea Ultima أو Novopangaea أو Amasia) قد انفصلت عن بعضها. | - | Astronomy and astrophysics | 500–600 مليون | Eالوقت المقدر حتى حدوث انفجار أشعة غاما ، أو مستعر أعظم ضخم ، مفرط الطاقة ، في غضون 6500 سنة ضوئية من الأرض ؛ قريبة بما يكفي لتؤثر أشعةها على طبقة الأوزون ومن المحتمل أن تؤدي إلى انقراض جماعي ، بافتراض صحة الفرضية بأن انفجارًا سابقًا قد تسبب في حدث انقراض الأوردشيوفي -السيلوري. ومع ذلك ، يجب أن يكون المستعر الأعظم موجهًا بدقة بالنسبة إلى الأرض ليكون له أي تأثير سلبي. ">Minard, Anne (2009). "Gamma-Ray Burst Caused Mass Extinction?". National Geographic News. مؤرشف من الأصل في 2018-07-20. اطلع عليه بتاريخ 2012-08-27.</ref> |
| Astronomy and astrophysics    | 600 مليون             | تسارع مدي يحرك القمر بعيدًا بما يكفي عن الأرض بحيث لم يعد كسوف الشمس ممكنًا. |   |                            |               | |
| Geology and planetary science | 600 مليون             | يبدأ لمعان الشمس المتزايد في تعطيل دورة كربونات سيليكات الجيوكيميائية ؛ يزيد اللمعان العالي تجوية من الصخور السطحية ، والتي تحبس أكسيد الكربون في الأرض ككربونات. بينما يتبخر الماء من سطح الأرض ، تتصلب الصخور ، مما يتسبب في تباطؤ نظرية الصفائح التكتونية والتوقف في النهاية. بدون البراكين لإعادة تدوير الكربون في الغلاف الجوي للأرض ، تبدأ مستويات ثاني أكسيد الكربون في الانخفاض . By this time، carbon dioxide levels will fall to the point at which تمثيل ضوئي ثلاثي الكربون is no longer possible. All plants that utilize C3 photosynthesis (~99 percent of present-day species) will die. |   |                            |               | |
| Geology and planetary science | 800 مليون             | Carbon dioxide levels fall to the point at which تمثيل ضوئي رباعي الكربون is no longer possible. Free oxygen and ozone disappear from the atmosphere. Multicellular life dies out. |   |                            |               | |
| Geology and planetary science | 1 مليار               | The Sun's luminosity has increased by 10 percent، causing Earth's surface temperatures to reach an average of ~320 كلفن (47 °C، 116 °F). The atmosphere will become a "moist greenhouse"، resulting in a runaway evaporation of the oceans. Pockets of water may still be present at the poles، allowing abodes for simple life. |   |                            |               | |
| Geology and planetary science | 1.3 مليار             | حقيقيات النوى life dies out due to carbon dioxide starvation. Only بدائيات النوى remain. |   |                            |               | |
| Geology and planetary science | 2.3 مليار             | The Earth's لب خارجي freezes، if the لب داخلي continues to grow at its current rate of 1 mm per year. Without its liquid outer core، the مغناطيسية أرضية shuts down، and charged particles emanating from the الشمس gradually deplete the atmosphere. |   |                            |               | |
| Geology and planetary science | 2.8 مليار             | Earth's surface temperature، even at the poles، reaches an average of ~420 K (147 °C، 296 °F). At this point life، now reduced to unicellular colonies in isolated، scattered microenvironments such as high-altitude lakes or subsurface caves، will completely die out. |   |                            |               | |
| Astronomy and astrophysics    | 3 مليار               | وسيط (إحصاء) point at which the Moon's increasing distance from the Earth lessens its stabilising effect on the Earth's ميل محوري. As a consequence، Earth's true polar wander becomes chaotic and extreme. |   |                            |               | |
| Geology and planetary science | 3.5 مليار             | حالة سطح الأرض ستكون مماثلة لحالة السطح الموجودة على كوكب الزهرة اليوم. |   |                            |               | |
| Astronomy and astrophysics    | 7.59 مليار            | The Earth and Moon are very likely destroyed by falling into the Sun، just before the Sun reaches the tip of its عملاق أحمر phase and its maximum radius of 256 times the present day value. Before the final collision، the Moon possibly spirals below Earth's حد روش، breaking into a ring of debris، most of which falls to the Earth's surface. |   |                            |               | |
| Astronomy and astrophysics    | 50 مليار              | بحلول هذا الوقت ، تصبح الأرض والقمر تقييد مدي محررًا (إذا لم تغمر الشمس النظام) ، حيث يظهر كل منهما وجهًا واحدًا فقط للآخر. <المرجع name = "tide1 "> Murray، C.D. and Dermott، S.F. (1999). Solar System Dynamics. مطبعة جامعة كامبريدج. ص. 184. ISBN:978-0-521-57295-8. </ref> بعد ذلك ، سيستخرج عمل المد والجزر للشمس زخم زاوي من النظام ، مما يؤدي إلى تحلل مدار القمر وتسريع دوران الأرض. |   |                            |               | |
| </ref>                        |                       | |   |                            |               | |
| Astronomy and astrophysics    | 1020 (100 كوينتيليون) | الوقت المقدر حتى تصطدم الأرض بالقزم الأسود الشمس due to the decay of its orbit via emission of موجة ثقالية، if the Earth is not ejected from its orbit by a stellar encounter or engulfed by the Sun during its red giant phase. |   |                            |               | |